# Movimiento cívico estudiantil de 1919
El movimiento cívico estudiantil de 1919 fue una serie de protestas y luchas cívicas que sucedieron en San José, Costa Rica, en junio de 1919, encabezadas por maestros, profesores y estudiantes de secundaria del Liceo de Costa Rica, el Colegio Superior de Señoritas y el Colegio Seminario, y apoyados por el pueblo de San José, contra la dictadura de Federico Tinoco Granados (1917-1919). El movimiento cívico estudiantil culminó en la quema de los periódicos La Prensa Libre y La Información, lo que motivó una dura represión por parte del régimen y a su vez, aceleró la caída del considerado último gobierno militar en la historia de Costa Rica.
En memoria de esta jornada cívica, la calle 9 de San José, ubicada frente a la plazoleta de la Iglesia de La Soledad, lleva el nombre de Paseo de los Estudiantes. En 2016, se inauguró en dicho sitio un monumento obra del escultor costarricense Édgar Zúñiga para conmemorar los acontecimientos de 1919.

## Antecedentes
El 27 de enero de 1917, el entonces secretario de Guerra y Marina de Costa Rica, general Federico Alberto Tinoco Granados, ayudado por su hermano menor, el general José Joaquín Tinoco Granados, y por algunos prominentes hombres del país, se apoderó de los dos cuarteles principales del país y derrocó al presidente constitucional, el licenciado Alfredo González Flores. Un día después del golpe de Estado, Federico Tinoco convocó a elecciones para el 1° de abril, con el objeto de elegir constituyentes para elaborar una nueva Constitución, ampliando la convocatoria el día 23 para elegir también al presidente de la República. Tinoco, candidato único, ganó la elección con 61.214 votos.
El gobierno de Tinoco, aunque popular en el inicio, rápidamente comenzó a ganarse la animadversión de la opinión pública, que lo acusó de arbitrario y corrupto luego de que se iniciaran medidas que restringieron algunas libertades individuales, como la libertad de prensa, de reunión y de expresión, se intervenía la correspondencia, se cerraran periódicos y se crease una red de espías (conocidos como "los esbirros del régimen") para delatar a adversarios políticos y sediciosos, que eran encarcelados y en muchas ocasiones torturados, principalmente en la Penitenciaría Central. Las decisiones del gobierno en materia económica fueron encareciendo la vida del pueblo en general: emergió la especulación, escaseó el efectivo (en especial las monedas de plata), hubo abusos fiscales por parte de los bancos y se desviaron fondos públicos para gastos superfluos de los gobernantes, a lo que se sumó la crisis económica producida por la Primera Guerra Mundial. En el plano internacional, el gobierno de Tinoco no logró el reconocimiento por parte del gobierno de los Estados Unidos, actitud que copiaron los otros países de Centroamérica, lo que generó un fuerte aislacionismo.
Estos hechos hicieron que, a pocos meses de tomar el poder, surgieran en el país diversos movimientos opuestos al gobierno, como los encabezados por el diputado y periodista Rogelio Fernández Güell, los hermanos Alfredo y Jorge Volio Jiménez, los de Luis Castro Ureña en Escazú, Mariano Guardia y Juan Gómez Álvarez en Turrialba, Benjamín Salas, Aristides Montero, Juan María Quesada y Roberto Castro Espinoza en San Ramón, y el más importante de todos, el de Julio Acosta García en la frontera con Nicaragua, conocido como "la revolución del Sapoá", que obligó al gobierno a movilizar tropas de hasta cinco mil efectivos a Guanacaste.

## La jornada cívica de junio de 1919
El gobierno de Federico Tinoco logró sofocar la mayoría de estos movimientos, en ocasiones realizando ejecuciones sumarias, como los asesinatos de Fernández Güell y del maestro salvadoreño Marcelino García Flamenco. El ejército costarricense, más numeroso y mejor armado que los rebeldes, tenía controlada la situación en la frontera con Nicaragua. Los rebeldes, en realidad, no representaban una gran amenaza para el gobierno, puesto que la mayoría de los movimientos no lograron levantar el ánimo del pueblo para que apoyara el derrocamiento del régimen. No obstante, la situación cambiaría drásticamente a partir de mayo de 1919, cuando el gobierno tomó una serie de medidas que afectaron más directamente a la población de la capital nacional, San José.

### Las protestas de los maestros y los estudiantes
A mediados del mes de mayo, ingresó al país, procedente de los Estados Unidos, el conferencista y educador argentino Julio R. Barcos, quien buscaba en el país ayuda financiera para la publicación de un libro sobre el continente americano. Barcos realizó varias exitosas conferencias en el país. El 4 de junio, mientras realizaba una de ellas en las afueras de la escuela ubicada frente al Edificio Metálico, en San José, ante una audiencia de maestros, hablando sobre la necesidad de defender los derechos del gremio, una de las maestras, Matilde Carranza Volio, se levantó para denunciar la hostilidad de que era objeto por razón de su apellido, dado que los hermanos Volio Jiménez eran reconocidos enemigos del gobierno. Esta fue la primera protesta de los maestros contra el régimen, en apoyo a la denuncia de su compañera. Tres días después, el 7 de junio, mientras el matrimonio Barcos departía con un grupo de maestros durante un té en la escuela Julia Lang, se acordó una reunión en el Edificio Metálico para el 11 de junio con el fin de fundar una asociación nacional de educadores.
Sin embargo, dos días antes, el 9 de junio, el gobierno mandó llamar a la Casa Presidencial a un grupo de inspectores, directores y maestros de escuela, donde el ministro de Educación, Anastasio Alfaro, y el Gobernación y Policía, Manuel Monge, les informaron que tenían que hacer a su personal firmar una circular en la cual los maestros daban su adhesión al gobierno, se condenaba a los movimientos rebeldes, y aceptaban un rebajo mensual de su salario para sufragar los gastos de las tropas ubicadas en la frontera. En una lista anexa, además, debían firmar los que se oponían a estas medidas, siendo evidente la intención del gobierno de tomar represalias contra los que se oponían a esta decisión.
El repudio de los maestros fue casi unánime. El 11 de junio, el gobierno ordenó la suspensión de la circular y el cierre de escuelas y colegios con el fin de reorganizar el personal, lo que significaba el despido de los educadores rebeldes. En el Liceo de Costa Rica, durante el segundo recreo, uno de los estudiantes, Napoleón Pacheco, pronunció un discurso excitando a sus compañeros a apoyar a los profesores adversarios de la circular. El director del colegio, temiendo las represalias del gobierno, decidió desalojar la institución, pero los cuatrocientos estudiantes del liceo organizaron una marcha, desfilando por las calles de San José hacia el Colegio Superior de Señoritas, lanzando vivas a la revolución, a Julio Acosta y a los profesores rebeldes. Conforme los estudiantes avanzaban, se fueron sumando estudiantes de otras instituciones educativas, así como hombres y mujeres del pueblo de San José.
En la esquina del Colegio de Señoritas, los manifestantes se toparon con la policía, que tenía órdenes de disolver la marcha. Muchos estudiantes fueron arrestados y llevados a las comisarías, mientras otros escaparon, protegiéndose en las casas de los vecinos, que les abrieron las puertas. Por la tarde, en medio de un aguacero, los maestros de San José acudieron al Edificio Metálico para nombrar la directiva de la asociación de educadores, pero la policía les impidió entrar al edificio. Los maestros, entonces, marcharon hacia el Parque Morazán, donde arrancaron ramas de pacayas (el verde era el color de la revolución), y se encaminaron hacia la plazoleta Juan Mora Fernández, frente al Teatro Nacional, donde Julio Barcos dio un discurso y se nombró por aclamación a la directiva de la Unión Nacional del Magisterio, cantando luego el Himno Nacional de Costa Rica frente a la policía.
El 12 de junio, el periódico La Información publicó una entrevista con Federico Tinoco, donde habló de reorganizar al personal docente, disminuyendo el número de maestros, y anticipándose las fechas de las vacaciones semestrales. Esto produjo que las estudiantes del Colegio Superior de Señoritas iniciaran una manifestación en dirección al Parque Morazán, marcha a la que se unieron los estudiantes de otros centros educativos, maestros, obreros y parte del pueblo josefino. En el quiosco del Morazán, una estudiante de 13 años, Fresia Brenes, hija de Roberto Brenes Mesén, inició una arenga que fue interrumpida por la policía, quien la derribó. Dos maestras, Ana Rosa Chacón y María Isabel Carvajal (la escritora Carmen Lyra), y un estudiante, Arturo Ulloa Banuet, acudieron a defenderla, dándose una pelea sobre el quiosco entre los educadores, los estudiantes y la policía. En medio de la trifulca, la policía intentó dispersar a la multitud con un camión que disparaba agua, pero los estudiantes cortaron las mangueras. Carmen Lyra fue golpeada, para luego ser rescatada por Barcos y por el poeta Justo A. Facio. Varios de los amotinados se refugiaron en la embajada de los Estados Unidos, la Legación Americana. Desde el balcón de la Legación, el estudiante Antonio Zelaya improvisó un discurso llamando a acabar con los ultrajes del gobierno. Entonces, la policía abrió fuego contra el edificio, hiriendo a un maestro. Iniciaron una serie de escaramuzas entre la policía y el pueblo josefino, que se enfrentó a pedradas contra las armas del gobierno. En la mayoría de las protestas, destacó el liderazgo de las maestras de las escuelas de San José: Ester Silva, Carmen Lyra, Andrea Venegas, Ana Rosa Chacón, Lilliam González. Finalmente, parte de los ciudadanos que contaban con armas de fuego se liaron a balazos con la policía, continuando las revueltas hasta la noche, cuando un grupo de jóvenes sorprendió a la guarnición de un pequeño penal ubicado en La Sabana, liberando varios prisioneros y capturando varios rifles. Ese mismo día, el gobierno publicó un acuerdo en el periódico oficial La Gaceta, declarando cesantes a todos los docentes de las escuelas y colegios de San José.

### El incendio deLa Información

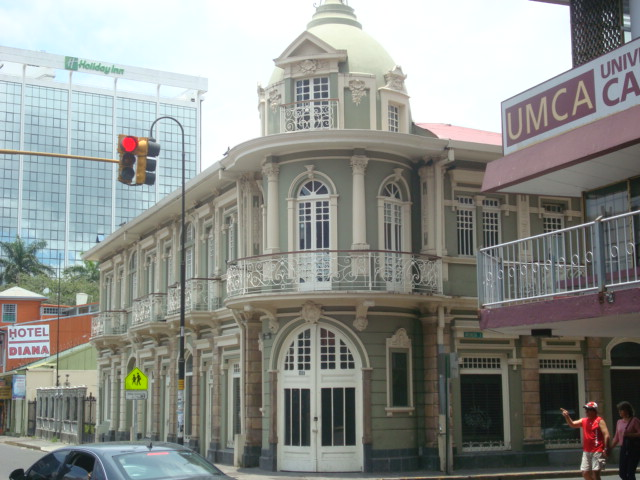
El Edificio Maroy, ubicado entre la calle 3 y la avenida 1 en San José, ocupa la esquina donde estuvo ubicado el periódico La Información, incendiado el 13 de junio de 1919 al final de la jornada cívica de terminó por desestabilizar la dictadura de Federico Tinoco.

El 13 de junio de 1919, el gobierno publica en La Información una directriz donde prohíbe cualquier reunión o aglomeración, disolviendo por la fuerza cualquiera que se organice, so pena de varios días de arresto o multa. Ese día, circularon en San José proclamas clandestinas y cantos rebeldes suscritos por los poetas José María Zeledón Brenes, José Albertazzi Avendaño y Ovidio Rojas. Se organizaron varias manifestaciones desde la mañana, con improvisados oradores. A las nueve de la mañana, un grupo organizado se dirigió lanzando vivas a la revolución y a Julio Acosta, desde la Escuela Juan Rafael Mora hasta la casa del jefe de los esbirros, Arturo Villegas. El Liceo de Costa Rica suspendió las clases, y los estudiantes se dirigieron hacia el Colegio de Señoritas. Los manifestantes convirgieron en la Catedral de San José, a donde se les unió gran cantidad del pueblo josefino. Se pronunciaron discursos contra el gobierno y a favor de la revolución, y a eso de las dos de la tarde, una voz anónima gritó: "¡A La Información!". La multitud marchó hacia el periódico, pasando primero por la oficina de Cleto González Víquez, frente al Gran Hotel Costa Rica, apedreando luego la caballeriza del gobierno ubicada tras el Teatro Nacional, y luego llegando a La Información, periódico que se había convertido en la voz del gobierno. La gente, armada de piedras y leños, atacó el edificio. Los dueños del periódico quisieron defender la propiedad y soltaron varios balazos, pero esto solo hizo que la gente se lanzara más decididamente al asalto, tomando el edificio. Cayeron puertas y quebraron vidrios, y por las ventanas arrojaron todo el material del interior, luego de lo cual se le prendió fuego al inmueble. El incendio se propagó a cuatro casas vecinas y la policía fue corrida a pedradas. Entonces, el ejército comenzó a disparar desde el cercano Cuartel Bellavista. Un aguacero vino a disolver a la multitud, pero ya el periódico estaba hecho cenizas.
Varias horas después, el general Joaquín Tinoco, que se encontraba al frente de las tropas en Guanacaste combatiendo a los revolucionarios, arribó a la ciudad. Luego del incendio de La Información, se ordenó a la policía responder a balazos o golpes de vara cualquier intento de apoyar la revolución. La policía anduvo por la ciudad tiroteando grupos de ciudadanos que encontraran reunidos, pero más con afán de amedrentar que de causar víctimas. Aunque el gobierno pudo haber organizado una masacre en represalia, lo cierto fue que el consternado presidente Federico Tinoco no se atrevió a contener a balazos al pueblo desbordado, en parte también disuadido por su esposa, María Fernández Le Cappellain, hija del gran reformador de la educación costarricense Mauro Fernández Acuña.
Ciento veintiún maestros renunciaron en bloque a sus puestos a raíz de los acontecimientos del 13 de junio, incluidos muchos directores de escuela, como Vitalia Madrigal, Esther Silva, Graciela Gutiérrez, Anita Cantillano y Patrocinio Arrieta. Un decreto presidencial ordenó indemnizar a la sociedad editora nacional y varios de los damnificados por la quema de La Información, no así a los muertos y heridos durante aquella semana. La jornada cívica de junio de 1919 concluyó con un número no determinado de muertos y heridos, aunque Julio Barcos menciona que las víctimas superaron el centenar de personas.

## Consecuencias

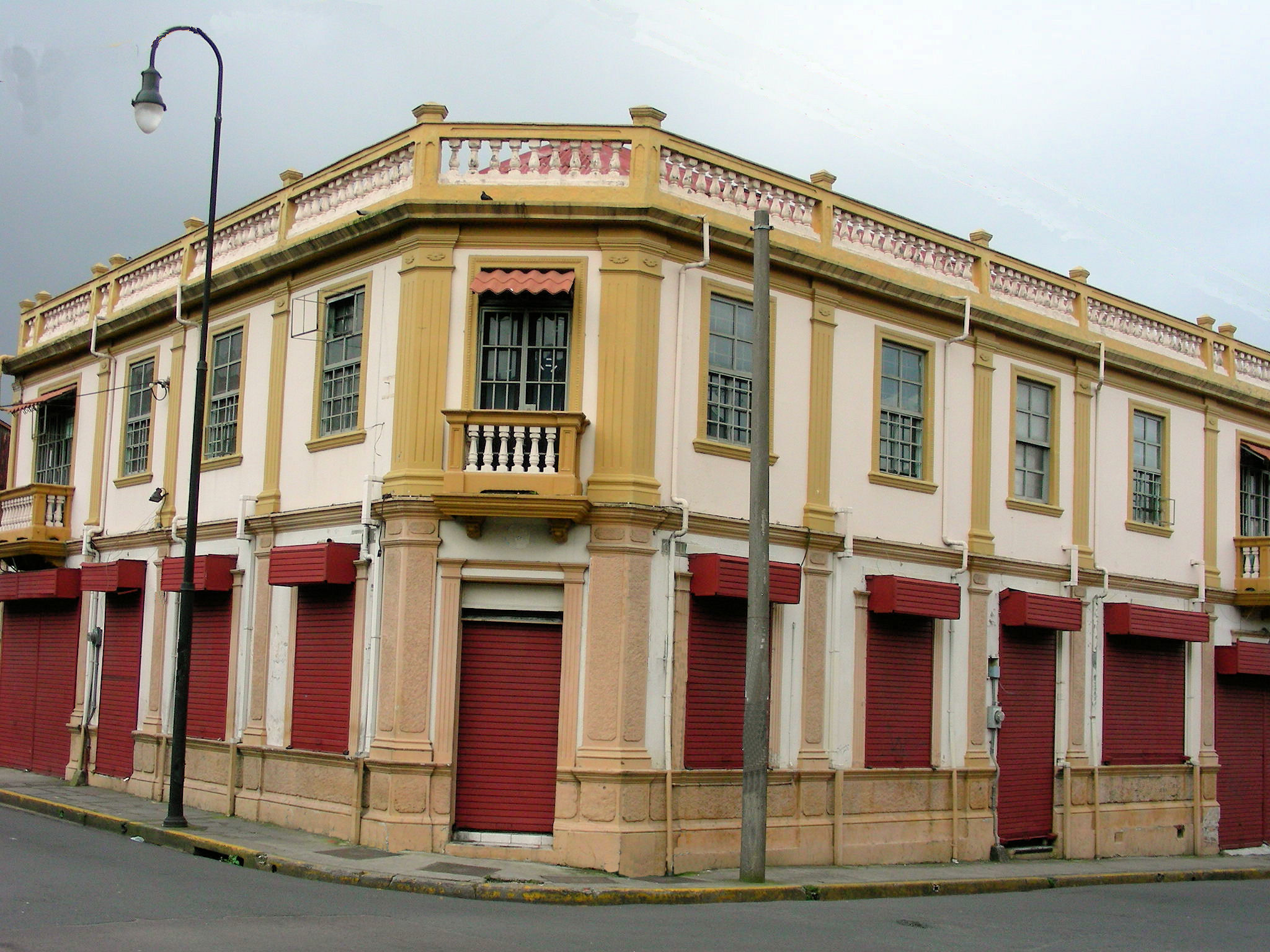
Esquina donde fue asesinado Joaquín Tinoco, considerado el verdadero hombre fuerte del régimen de su hermano Federico.

Aunque el régimen de Tinoco no cayó inmediatamente, los hechos de la jornada cívica de junio se consideran una de las causas que aceleraron la caída de la dictadura, pues fue un signo claro de que la situación interna del país era muy complicada de manejar para los gobernantes. La posición del gobierno de Tinoco era muy difícil, pues en el campo internacional continuaba sin el reconocimiento del gobierno de Estados Unidos, y en lo interno, el erario público se encontraba en bancarrota. La situación no era para nada favorable como para sumar a ella el descontento del pueblo. Luego del ataque a la Legación Americana durante el día 12 de junio, el embajador estadounidense telegrafió a Washington para informar del hecho, lo que hizo que Estados Unidos enviara un buque de guerra a Limón y otro a Puntarenas, los dos principales puertos del país, pero gracias a la intermediación del embajador de Chile en Costa Rica, Julio Garcés, se llegó a un acuerdo para retirar los barcos, a cambio de que los hermanos Tinoco se alejaran del poder y entregaran el gobierno al general Juan Bautista Quirós Segura, aunque el gobierno estadounidense refutó a Quirós y exigió que el mando se le diera a Francisco Aguilar Barquero, primer designado durante el gobierno de Alfredo González Flores.
El 10 de agosto, en vísperas de la partida de los hermanos Tinoco hacia Europa, el general José Joaquín Tinoco fue asesinado, a pocos metros de su casa en Barrio Amón, por un desconocido. Realizadas las exequias de su hermano, el presidente Federico Tinoco, acompañado de sus más cercanos allegados, partió del puerto de Limón con rumbo a Jamaica, de donde se enrrumbaría al exilio en Francia, no sin antes entregar una carta fechada el 12 de agosto de 1919 donde firmaba la renuncia a la presidencia de la República, que la Asamblea Legislativa le aceptó el 20 de agosto.